# Hrabstwo Butler (Kentucky)

Piramida wieku hrabstwa

Hrabstwo Butler – hrabstwo położone w Stanach Zjednoczonych w stanie Kentucky z siedzibą w mieście Morgantown. Założone w 1810 roku. Nazwa Hrabstwa pochodzi od Richarda Butlera.
Hrabstwo należy do nielicznych hrabstw w Stanach Zjednoczonych należących do tzw. dry county, czyli hrabstw gdzie decyzją lokalnych władz obowiązuje całkowita prohibicja.

## Miasta
- Morgantown
- Rochester
- Woodbury

## Sąsiednie Hrabstwa
- Hrabstwo Ohio
- Hrabstwo Grayson
- Hrabstwo Edmonson
- Hrabstwo Warren
- Hrabstwo Logan
- Hrabstwo Muhlenberg